# Formica ophthalmica
Formica ophthalmica är en myrart som beskrevs av Oswald Heer 1850. Formica ophthalmica ingår i släktet Formica och familjen myror. Inga underarter finns listade i Catalogue of Life.